# Heaven's Design Team
Heaven's Design Team (天地創造デザイン部, Tenchi sōzō dezain-bu) est une série de manga comique écrit par Hebi-Zou et Tsuta Suzuki et illustrée par Tarako.
La série est prépubliée depuis le 22 février 2017 dans le magazine de manga seinen le Monthly Morning Two appartenant à la Kōdansha. Le manga a été rassemblé à ce jour en huit volumes tankōbon.
Une adaptation en une série d'animation réalisée par le studio Asahi Production a été diffusée du 7 janvier 2021 au 25 mars 2021.

## Synopsis
Au commencement, Dieu a créé la Terre, le ciel et les éléments, mais à présent qu’il faut peupler le monde d’animaux, il se lasse et décide de sous-traiter le boulot ! Chargés de cette mission : les anges de l’équipe de design du Ciel qui vont devoir se plier en quatre pour réaliser les requêtes toutes plus insolites les unes que les autres de leur divin client. Encore faut-il que ces concepts d’animaux répondent aux critères de viabilité des ingénieurs angéliques ! Alors pourront-ils permettre à la licorne d'exister malgré sa carence en calcium due à sa corne ? Et le projet d'un daim au cou de 10 mètres de long est-il seulement raisonnable?

## Personnages
Shimoda (下田, Shimoda)
Voix japonaise : Junya Enoki
Ueda (上田, Ueda)
Voix japonaise : Yumi Hara (en)
Tsuchiya (土屋, Tsuchiya)
Voix japonaise : Kazuhiko Inoue
Kimura (木村, Kimura)
Voix japonaise : Yūichirō Umehara
Mizushima (水島, Mizushima)
Voix japonaise : Junichi Suwabe
Kanamori (金森, Kanamori)
Voix japonaise : Daisuke Kishio
Meido (冥戸, Meido)
Voix japonaise : Naomi Ōzora (en)
Unabara (海原, Unabara)
Voix japonaise : Ryota Takeuchi
Higuchi (火口, Higuchi)
Voix japonaise : Asuna Tomari
Kenta (ケンタ, Kenta)
Voix japonaise : Hina Kino
Yokota (横田, Yokota)
Voix japonaise : Ryōta Ōsaka (en)
Mushibu (虫部, Mushibu)
Voix japonaise : Takahiro Mizushima (en)
Dieu, le créateur (神様, Kami-sama)
Voix japonaise : Naoki Tatsuta

## Manga
La série est prépubliée depuis le 22 février 2017 dans le magazine de manga seinen le Monthly Morning Two appartenant à Kōdansha,. Le manga a été rassemblé à ce jour en huit volumes tankōbon. La version française est éditée par Pika Édition à partir du 15 juin 2022.

### Liste des volumes
| no | Japonais         | Japonais          | Français          | Français          |
| no | Date de sortie   | ISBN              | Date de sortie    | ISBN              |
| -- | ---------------- | ----------------- | ----------------- | ----------------- |
| 1  | 22 novembre 2017 | 978-4-06-510461-3 | 15 juin 2022      | 978-2-8116-6586-9 |
| 2  | 22 juin 2018     | 978-4-06-511712-5 | 21 septembre 2022 | 978-2-8116-6592-0 |
| 3  | 23 janvier 2019  | 978-4-06-514673-6 | 7 décembre 2022   | 978-2-8116-6594-4 |
| 4  | 23 août 2019     | 978-4-06-516885-1 | 15 mars 2023      | 978-2-8116-6596-8 |
| 5  | 23 avril 2020    | 978-4-06-510461-3 | 21 juin 2023      | 978-2-8116-6598-2 |
| 6  | 21 janvier 2021  | 978-4-06-521855-6 | 20 septembre 2023 | 978-2-8116-6600-2 |
| 7  | 21 octobre 2021  | 978-4-06-524640-5 | 29 novembre 2023  | 978-2-8116-8481-5 |
| 8  | 22 juillet 2022  | 978-4-06-528468-1 | 20 mars 2024      | 978-2-8116-8573-7 |

## Anime
Une adaptation en une série télévisée d'animation a été annoncée en avril 2020. La série est animée par le studio Asahi Production et réalisée par Sōichi Masui, avec Michiko Yokote en tant que scénariste. Sachiko Oohashi s'occupant du design des personnages et Hayato Matsuo composant la musique de la série.   
La série a été diffusée du 7 janvier 2021 au 25 mars 2021 sur AT-X et d'autres chaînes nipponnes,. Les droits de diffusion français sont détenues par Crunchyroll et ADN,.   
Le générique d'ouverture est Give It Up？ interprété par 96Neko (96猫, Kuro Neko) , et le générique de fin est DESIGNED BY HEAVEN！interprétée par Paraiso☆Employee Stars (パライソ☆社員スターズ, Paraiso☆Shain Sutāzu).

### Liste des épisodes
| No           | Titre de l'épisode en français | Titre original        | Date de 1re diffusion |
| ------------ | ------------------------------ | --------------------- | --------------------- |
| 1            | Projet 1                       | 案件１ Anken ichi     | 7 janvier 2021        |
| 2            | Projet 2                       | 案件２ Anken ni       | 14 janvier 2021       |
| 3            | Projet 3                       | 案件３ Anken san      | 21 janvier 2021       |
| 4            | Projet 4                       | 案件４ Anken yon      | 28 janvier 2021       |
| 5            | Projet 5                       | 案件５ Anken go       | 4 février 2021        |
| 6            | Projet 6                       | 案件６ Anken roku     | 11 février 2021       |
| 7            | Projet 7                       | 案件７ Anken nana     | 18 février 2021       |
| 8            | Projet 8                       | 案件８ Anken hachi    | 25 février 2021       |
| 9            | Projet 9                       | 案件９ Anken kyū      | 4 mars 2021           |
| 10           | Projet 10                      | 案件１０ Anken jū     | 11 mars 2021          |
| 11           | Projet 11                      | 案件１１ Anken jūichi | 18 mars 2021          |
| 12           | Projet 12                      | 案件１２ Anken jūni   | 25 mars 2021          |
| 13 (Spécial) | Projet 13                      | 案件１３ Anken jūsan  | 2 avril 2021          |